# FrBB Mildenau und Haindorf
Die Dampflokomotiven FrBB Mildenau und Haindorf waren Tenderlokomotiven der Friedländer Bezirksbahnen (FrBB).

## Geschichte
Die beiden von der FrBB beschafften Tenderlokomotiven mit der Achsformel C wurden von Krauss in Linz 1899 geliefert. Sie erhielten die Namen MILDENAU und HAINDORF.
Nach der Verstaatlichung 1923 kamen die beiden Maschinen zu den Tschechoslowakischen Staatsbahnen (ČSD), die ihnen die Bezeichnung 310.801–802 gab.
Die beiden Lokomotiven wurden bis 1948 ausgemustert.